# Circuito Brasileiro de Voleibol de Praia Masculino de 2016–17
O Circuito Brasileiro de Voleibol de Praia Masculino de 2016-17, também chamado de Circuito Banco do Brasil de Vôlei de Praia, foi a vigésima sexta edição da principal competição nacional de Vôlei de Praia na variante masculina, iniciado em 22 de setembro de 2016.

## Resultados

### Circuito Open
| Evento                                                         | Ouro                                     | Prata                                 | Bronze                                  | Quarto lugar                             |
| 1ª Etapa Campo Grande, Mato Grosso do Sul 22 a 25 de setembro. | /André Loyola Stein Ricardo Alex Santos  | /Álvaro Filho Saymon Barbosa Santos   | Pedro Solberg Evandro Gonçalves         | Léo Gomes Rhooney Ferramenta             |
| 2ª Etapa Brasília, Distrito Federal 13 a 16 de outubro.        | /Álvaro Filho Saymon Barbosa Santos      | / Hevaldo Moreira Oscar Brandão       | / Averaldo Léo Vieira                   | / Luciano de Paula Bruno de Paula        |
| 3ª Etapa Uberlândia, Minas Gerais 27 a 30 de outubro.          | / Alison Cerutti Bruno Oscar Schmidt     | /Álvaro Filho Saymon Barbosa Santos   | /André Loyola Stein Ricardo Alex Santos | Pedro Solberg Evandro Gonçalves          |
| 4ª Etapa Curitiba, Paraná 16 a 20 de novembro.                 | /Álvaro Filho Saymon Barbosa Santos      | / Alison Cerutti Bruno Oscar Schmidt  | Jô Gomes Vitor Felipe                   | Léo Gomes Rhooney Ferramenta             |
| 5ª Etapa São José , Santa Catarina 8 a 11 de dezembro.         | / Alison Cerutti Bruno Oscar Schmidt     | /Álvaro Filho Saymon Barbosa Santos   | Eduardo Davi Marinho Arthur Diego Lanci | /Gustavo Carvalhaes Benjamin Insfran     |
| 6ª Etapa João Pessoa, Paraíba 26 a 29 de janeiro de 2017.      | / George Wanderley Thiago Santos Barbosa | Pedro Solberg Guto                    | /Álvaro Filho Saymon Barbosa Santos     | Jô Gomes Vitor Felipe                    |
| 7ª Etapa Maceió, Alagoas 16 a 19 de fevereiro de 2017.         | /Álvaro Filho Saymon Barbosa Santos      | /Evandro Gonçalves André Loyola Stein | / Hevaldo Moreira Oscar Brandão         | Pedro Solberg Guto                       |
| 8ª Etapa Aracaju, Sergipe 16 a 19 de março de 2017.            | Pedro Solberg Guto                       | /Álvaro Filho Saymon Barbosa Santos   | / Alison Cerutti Bruno Oscar Schmidt    | /Evandro Gonçalves André Loyola Stein    |
| 9ª Etapa Vitória, Espírito Santo 6 a 9 de abril de 2017.       | Pedro Solberg Guto                       | / Alison Cerutti Bruno Oscar Schmidt  | /Álvaro Filho Saymon Barbosa Santos     | / George Wanderley Thiago Santos Barbosa |

## Ranking Parcial
| Posição           | Equipe                                   | Pontuação |
| ----------------- | ---------------------------------------- | --------- |
| Medalha de ouro   | /Álvaro Filho Saymon Barbosa Santos      | 2960      |
| Medalha de prata  | / Alison Cerutti Bruno Oscar Schmidt     | 2200      |
| Medalha de bronze | / Hevaldo Moreira Oscar Brandão          | 2080      |
| 4                 | / George Wanderley Thiago Santos Barbosa | 1960      |
| 5                 | Léo Gomes Rhooney Ferramenta             | 1880      |
| 6                 | Jô Gomes Vitor Felipe                    | 1840      |
| 7                 | / Pedro Henrique Felipe Cavazin          | 1770      |
| 8                 | / Léo Vieira Averaldo Pereira            | 1660      |
| 9                 | Vinícius Freitas Marcus Borlini          | 1540      |
| 10                | Eduardo Davi Arthur Lanci                | 1480      |

### Premiações individuais
Os destaques da temporada foramː
| MVP                     | Álvaro Filho        | Paraíba                   |
| Melhor Ataque           | Alison Cerutti      | Espírito Santo (estado)   |
| Craque da Galera        | Márcio Gaudie       | Rio de Janeiro            |
| Melhor Bloqueio         | Alison Cerutti      | Espírito Santo (estado)   |
| Melhor Saque            | Evandro Gonçalves   | Rio de Janeiro            |
| Melhor Recepção/Passe   | Bruno Oscar Schmidt | Distrito Federal (Brasil) |
| Melhor Defesa           | Bruno Oscar Schmidt | Distrito Federal (Brasil) |
| Melhor Levantador       | Bruno Oscar Schmidt | Distrito Federal (Brasil) |
| Atleta que mais evoluiu | André Loyola Stein  | Espírito Santo (estado)   |

•Técnico da temporadaː Ernesto Vogado